# 포스포판테테인
포스포판테테인(영어: phosphopantetheine) 또는 4'-포스포판테테인(영어: 4'-phosphopantetheine)은 지방산 생성효소의 아실기 운반 단백질(ACP), 폴리케타이드 생성효소의 아실기 운반 단백질(ACP), 비리보솜 펩타이드 합성효소(NRPS)의 아릴기 운반 단백질(ArCP) 뿐만 아니라 펩티딜기 운반 단백질(PCP)을 포함한 여러 아실기 운반 단백질들의 보결분자단이다. 포스포판테테인은 폼일테트라하이드로폴산 탈수소효소에도 존재한다.
아포 아실기 운반 단백질의 발현에 이어 포스포판테테인 부분이 세린 잔기에 결합된다. 결합은 포스포다이에스터 결합의 형성을 포함한다. 이 결합은 아실기 운반 단백질 생성효소(ACPS)인 4'-포스포판테테인일 전이효소에 의해 촉매된다.
포스포판테테인 보결분자단은 고에너지 싸이오에스터 결합을 통해 아실기와 공유 결합을 형성한다. 포스포판테테인 사슬의 유연성과 길이(약 2 nm)는 공유 결합된 중간생성물이 공간적으로 구별되는 효소 활성 부위에 접근할 수 있도록 한다. 이러한 접근성은 중간생성물의 몰 농도를 효과적으로 증가시키고 조립 라인과 같은 공정을 가능하게 한다.

## 같이 보기
- 지방산 생성효소
- 판토텐산